# Vittefleur
Vittefleur est une commune française située dans le département de la Seine-Maritime en région Normandie.

## Géographie
Vittefleur est située dans le pays de Caux.
| Malleville-les-Grès | Paluel        |                         |
| Canouville          | Vittefleur    | Saint-Riquier-ès-Plains |
| Clasville           | Cany-Barville | Ocqueville              |

### Hydrographie
La commune est située dans le bassin Seine-Normandie. Elle est drainée par la Durdent et divers autres petits cours d'eau,.
La Durdent, d'une longueur de 25 km, prend sa source dans la commune de Héricourt-en-Caux et se jette dans la Manche en limite des communes de Paluel et de Veulettes-sur-Mer, après avoir traversé onze communes. Les caractéristiques hydrologiques de la Durdent sont données par la station hydrologique située sur la commune. Le débit moyen mensuel est de 3,82 m3/s. Le débit moyen journalier maximum est de 15,8 m3/s, atteint lors de la crue du 30 janvier 1995. Le débit instantané maximal est quant à lui de 18,8 m3/s, atteint le 26 décembre 1999.
Un plan d'eau complète le réseau hydrographique : le lac de Caniel, d'une superficie totale de 20,1 ha (4,37 ha sur la commune),.

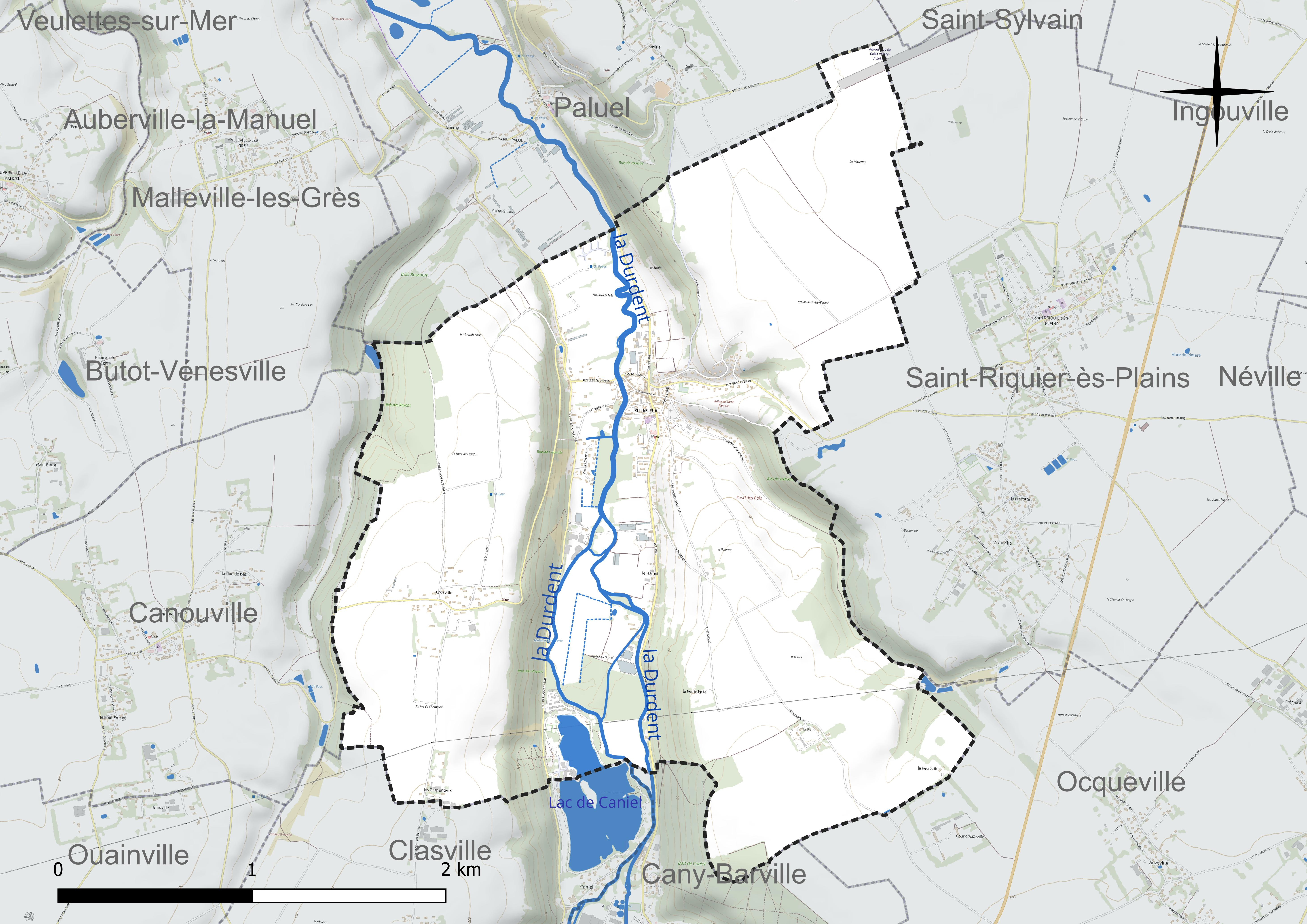
Réseau hydrographique de Vittefleur.

### Climat
Pour des articles plus généraux, voir Climat de la Normandie et Climat de la Seine-Maritime.
En 2010, le climat de la commune est de type climat océanique franc, selon une étude du CNRS s'appuyant sur une série de données couvrant la période 1971-2000. En 2020, Météo-France publie une typologie des climats de la France métropolitaine dans laquelle la commune est exposée à un climat océanique et est dans la région climatique Côtes de la Manche orientale, caractérisée par un faible ensoleillement (1 550 h/an) ; forte humidité de l’air (plus de 20 h/jour avec humidité relative > 80 % en hiver), vents forts fréquents. Parallèlement le GIEC normand, un groupe régional d’experts sur le climat, différencie quant à lui, dans une étude de 2020, trois grands types de climats pour la région Normandie, nuancés à une échelle plus fine par les facteurs géographiques locaux. La commune est, selon ce zonage, exposée à un « climat maritime », correspondant au Pays de Caux, frais, humide et pluvieux, légèrement plus frais que dans le Cotentin.
Pour la période 1971-2000, la température annuelle moyenne est de 10,7 °C, avec une amplitude thermique annuelle de 12,7 °C. Le cumul annuel moyen de précipitations est de 870 mm, avec 12,7 jours de précipitations en janvier et 8,4 jours en juillet. Pour la période 1991-2020, la température moyenne annuelle observée sur la station météorologique la plus proche, située sur la commune d'Ectot-lès-Baons à 23 km à vol d'oiseau, est de 10,8 °C et le cumul annuel moyen de précipitations est de 905,5 mm,. Pour l'avenir, les paramètres climatiques de la commune estimés pour 2050 selon différents scénarios d’émission de gaz à effet de serre sont consultables sur un site dédié publié par Météo-France en novembre 2022.

## Urbanisme

### Typologie
Au 1er janvier 2024, Vittefleur est catégorisée commune rurale à habitat dispersé, selon la nouvelle grille communale de densité à sept niveaux définie par l'Insee en 2022.
Elle est située hors unité urbaine et hors attraction des villes,.

### Occupation des sols
L'occupation des sols de la commune, telle qu'elle ressort de la base de données européenne d’occupation biophysique des sols Corine Land Cover (CLC), est marquée par l'importance des territoires agricoles (74,1 % en 2018), en augmentation par rapport à 1990 (70,1 %). La répartition détaillée en 2018 est la suivante : 
terres arables (59,4 %), forêts (18,1 %), zones agricoles hétérogènes (7,9 %), prairies (6,8 %), zones urbanisées (5,4 %), eaux continentales (1,7 %), zones industrielles ou commerciales et réseaux de communication (0,5 %), espaces verts artificialisés, non agricoles (0,2 %). L'évolution de l’occupation des sols de la commune et de ses infrastructures peut être observée sur les différentes représentations cartographiques du territoire : la carte de Cassini (XVIIIe siècle), la carte d'état-major (1820-1866) et les cartes ou photos aériennes de l'IGN pour la période actuelle (1950 à aujourd'hui).

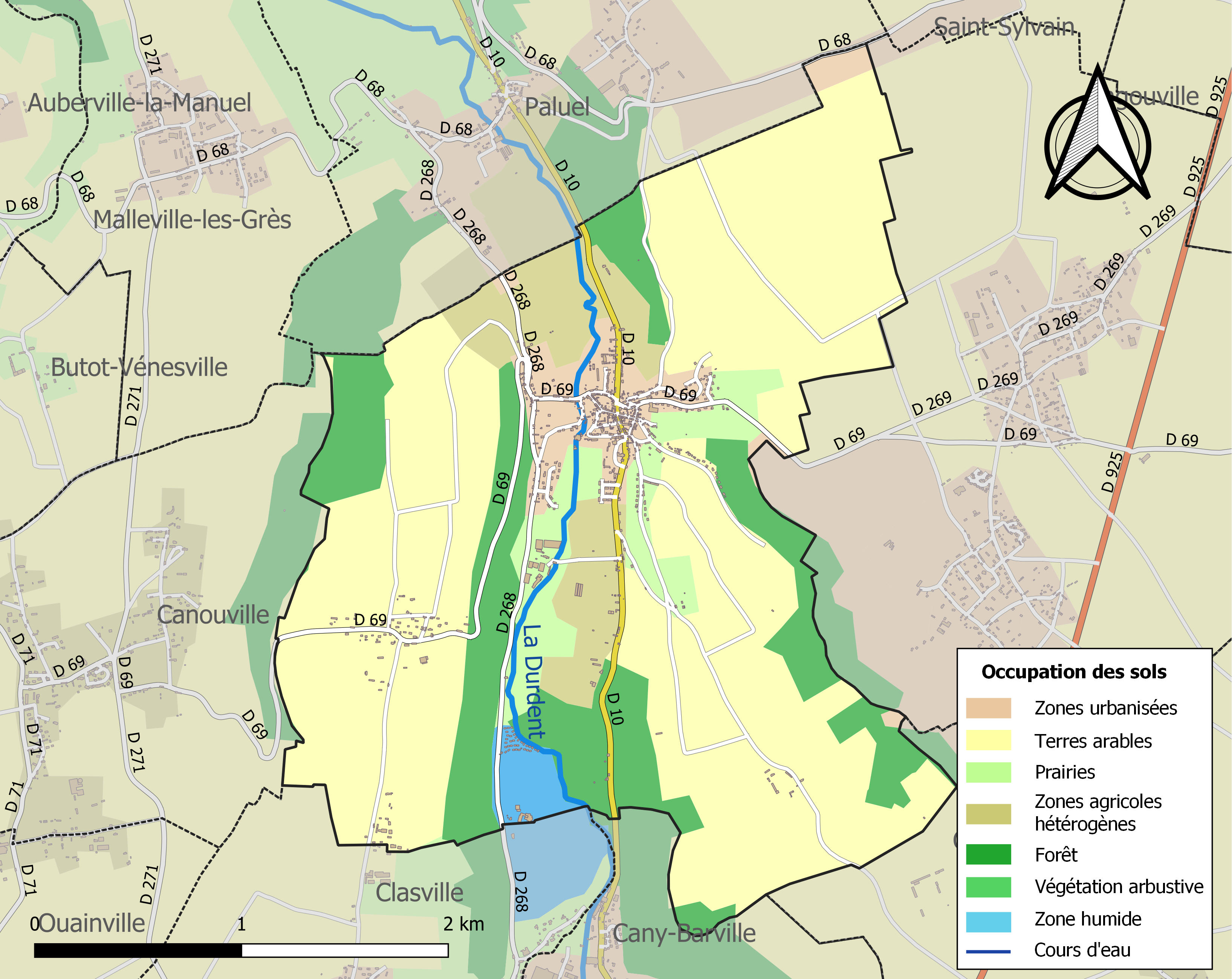
Carte des infrastructures et de l'occupation des sols de la commune en 2018 (CLC).

## Toponymie
Le nom de la localité est attesté sous les formes Witeflue en 1130 - 1164, Witeflo en 1180.
Traditionnellement, le r final, non étymologique, ne se prononce pas.
Il s'agit d'une formation toponymique médiévale.
La nature du second élément -fleur que l'on retrouve ailleurs en Normandie dans Honfleur, Harfleur, Fiquefleur, Barfleur, Crémanfleur à Crémanville et la Gerfleur, a donné lieu à diverses interprétations par les toponymistes. Il s'agit soit du norois floth (pour René Lepelley), c'est-à-dire, selon les conventions graphiques du vieux norois, flóð « marée montante courant » sans doute à l'origine du mot français flot « marée montante, flux »; du vieil anglais flod (pour François de Beaurepaire) qui a donné l'anglais moderne flood « marée haute, inondation »; du vieux saxon flōdh « flot, marée » (pour Albert Dauzat et Charles Rostaing), alors qu'ils croient reconnaître le vieux norrois fljot « crique », c'est-à-dire en réalité fljót « grande rivière, fleuve » (cf. islandais fljót de même sens) dans Barfleur et qui conviendrait mieux sémantiquement. En effet, le sens de l'ancien normand fleu est bien établi dans un texte du XIIIe siècle qui mentionne le fleu de Lestre, c'est-à-dire « la rivière de Lestre » (cf. la Gerfleur, rivière du Cotentin et le Fleu-le-Roi, ruisseau à Ingouville, le Havre). Vittefleur n'étant pas situé au bord de la mer, mais au bord de la Durdent, il est probable qu'il s'agisse d'un nom alternatif pour cette rivière. En outre, ces derniers considèrent que l'élément -fleur dans Harfleur et dans Honfleur représente le vieil anglais flēot « eau qui coule, courant, rivière ». Cette explication a été reprise ultérieurement par Dominique Fournier pour expliquer Honfleur. L'anglo-saxon flēot s'accorde tout aussi bien avec les mentions les plus anciennes du nom de Barfleur, attesté un siècle environ avant Vittefleur et dont l'élément -fleur apparait ainsi sous une forme plus proche de celle initiale. En effet, l'élément -fleur se retrouve dans des formes anciennes extrêmement variées -floth, -flueth, fluet ou encore flet, ce qui peut s'expliquer par la diphtongue instable du vieil anglais flēot.
Le premier élément Vitte- représente peut-être un anthroponyme scandinave ou anglo-saxon, Albert Dauzat propose le nom de personne Witta (comprendre vieux saxon ?), c'est-à-dire plutôt le nom de personne anglo-saxon Hwitta, variante de Hwita. L'association de cet anthroponyme anglo-saxon avec flēot, voire de flod, renforce cette hypothèse. François de Beaurepaire préfère associer cet appellatif aux noms de personnes germaniques Wido / Witto sans doute parce qu'ils sont plus fréquents et qu'on les retrouve selon lui dans Quittebeuf (Witeboe 1205), Yville-sur-Seine (Witvillam vers 1025), Ymare (Wimara vers 1240) et Iville / Vitot (Witot 1035 - 1047) pour lesquels il évoque aussi la possibilité d'un anthroponyme anglo-saxon Hwita. Dans le cas d'un emploi de Wido, le [d] intervocalique aurait dû s'amuïr et on attendrait donc *Vifleur (ou *Ifleur, *Yfleur), d'ailleurs dans Yville-sur-Seine, Ymare, Iville et Vitot, le [d] s'est effectivement amui, tout comme dans le nom du village lorrain de Vionville (Wydonis villa en 1156), où Wido est au cas régime. En revanche, la variante Witto convient mieux, on la rencontre au cas régime sous les formes Witon ou Guiton, confondues avec Uui ou Gui au cas sujet, c'est-à-dire Guy (issu de Wido). On peut citer à cet égard Gui, archevêque de Rouen (de 889 - vers 910), nommé également Witon ou Guiton. Witto semble aussi être contenu dans le nom du village lorrain de Vittonville (Witonisvilla 1161 - 1170).
L'association de l'élément -fleur avec des noms de personnes est la plus fréquente par ailleurs, puisqu'on les identifie avec davantage de certitude dans Honfleur (Hunefleth en 1025, Hunefloth vers 1062 ; anthroponyme vieux norrois Húni, variante de Húnn, ou anglo-saxon Huna), Harfleur (Herolfluoth 1035 ; NP francique ou anglo-saxon Herulf ou Herolf), Barfleur (Barbefloth, Barbeflueth 1066 - 1077 ; NP roman Barbé) et Crémanfleur (NP vieux norrois *Kristmaðr, cf. vieux suédois Kristman ou germano-roman *Christman cf. Crémanviller, Vosges).
Albert Dauzat et Charles Rostaing proposent également pour expliquer l'élément Vitte-, un substantif vieux norrois viti « perche servant de signal » ou widde « distance, éloignement » (comprendre vieux saxon ?). L'ancien scandinave viti « marque, signal, fanal » n'a pas été suggéré par d'autres toponymistes pour expliquer les toponymes normands Quittebeuf, Witeclive (nom disparu) et Vitéquet (on le retrouve dans l'ancien normand wirewite > verguillon « girouette », du vieux norrois veðr-viti). Apparemment, on ne conserve pas trace d'un substantif saxon ou anglo-saxon *widde qui pourrait être une création ad hoc de ces auteurs, car le redoublement du [d] est destiné à justifier de l'existence du [t] intervocalique (durcissement). En effet, le terme saxon ou anglo-saxon serait *wīde, forme substantivée de l'adjectif wīd > anglais moderne wide (cf. substantif vieux haut allemand wîti > allemand Weite, adjectif weit).
Jean Renaud proposent d'expliquer Wite- dans Witeclive par le scandinave hvítr, adjectif signifiant « blanc », nom remplacé postérieurement par la Côte Blanche, quartier d'Évreux, et René Lepelley envisage la même solution pour l'élément Vit(e)- dans Vitéquet, rocher dans le Cotentin, composé à partir du scandinave sker « rocher, récif ». Ces hypothèses reposent en partie sur le fait que les appellatifs scandinaves klif et sker sont du genre neutre, car hvítr donne hvítt au neutre. Peut-être cette solution conviendrait-elle également pour Vittefleur, et Quittebeuf ? On note en outre qu'il manque apparemment dans les environs un toponyme normand du type *Vitteville ou *Guitteville qui pourrait éventuellement renforcer la thèse de l'emploi d'un anthroponyme Witto ou Hwit(t)a (cf. Crémanfleur / Crémanville ; Honfleur / Honaville, Honneville ; Harfleur - Hérouville ; Barfleur / Barbeville). Ensuite, l'élément -beuf ne semble pas non plus avoir été combiné à un nom de personne (voir Elbeuf, Daubeuf, Criquebeuf, Vibeuf, Brébeuf ou Belbeuf). L'élément -beuf peut être féminin comme le vieux danois bóð dont il est issu, par exemple Belbeuf est attesté en 1044 sous la forme Bellebueth, belle étant l'adjectif français. Pour Quittebeuf, la forme initiale aurait été *Hvítabóð.
Pour Vittefleur, aucun argument définitif ne permet de trancher en faveur de l'une ou l'autre des hypothèses, à savoir : soit le vieil anglais *Hwit(t)aflēot « la rivière qui passe sur la propriété de Hwit(t)a », soit l'ancien scandinave *Hvíttfljót « la rivière blanche (ou brillante) » influencé par le vieil anglais *Hwīteflēot de sens analogue.

## Histoire
|  |

À lire, l'histoire de Vittefleur sur le site de la Bibliothèque Nationale.

En 1597, l'église de Vittefleur est mentionnée en latin médiéval sous la forme ecclesia sancti martinei de Victo Fluctua.

Tous les ans, le 9 octobre, jour de Saint Denis, une foire se tenait dans le bourg.

La carte de Cassini ci-contre montre qu'au milieu du XVIIIe siècle, Vittefleur est un bourg situé sur la rive droite de la Durdent.

Sur la rive gauche est figuré un château.

Quatre  moulins à eau sont représentés par une roue dentée sur la carte. Celui situé après du pont est le dernier en aval des 33 moulins à eau fonctionnant encore sur la Durdent au XVIIIe siècle. Comme le montre l'Arrêt du Conseil d'Etat du Roi du 18 avril 1736, ces moulins servaient surtout au blanchiment des toiles.

À l'est, la chapelle Saint-Thomas, aujourd'hui disparue, était une léproserie qui fut fondée en 1311 par les seigneurs d'Auberville-la-Manuel.

Sur la rive gauche de la Durdent, Croville, avec son hameau Haut Crosville, était une paroisse indépendante avec son église Saint-Pierre désaffectée de nos jours. La commune a été rattachée à Vittefleur en 1824.

## Politique et administration
| Période                                  | Période                    | Identité       | Étiquette | Qualité                                                      |
| ---------------------------------------- | -------------------------- | -------------- | --------- | ------------------------------------------------------------ |
| Les données manquantes sont à compléter. |                            |                |           |                                                              |
| 1992                                     | 2014                       | Sylvie Houzard | UMP       | Présidente du SIVOS de la vallée de la Durdent (2008 → 2014) |
| 2014                                     | En cours (au 10 août 2020) | Franck Foiret  |           | Réélu pour le mandat 2020-2026                               |

## Démographie

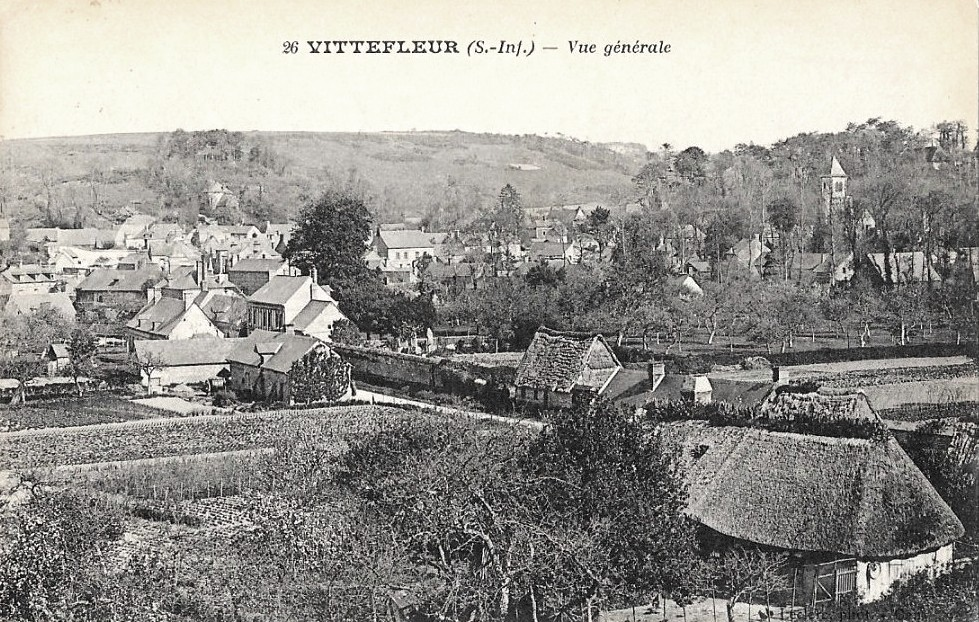
Panorama du village vers 1930.

L'évolution du nombre d'habitants est connue à travers les recensements de la population effectués dans la commune depuis 1793. Pour les communes de moins de 10 000 habitants, une enquête de recensement portant sur toute la population est réalisée tous les cinq ans, les populations de référence des années intermédiaires étant quant à elles estimées par interpolation ou extrapolation. Pour la commune, le premier recensement exhaustif entrant dans le cadre du nouveau dispositif a été réalisé en 2004.

En 2022, la commune comptait 661 habitants, en évolution de +0,76 % par rapport à 2016 (Seine-Maritime : +0,35 %, France hors Mayotte : +2,11 %).
| 1793 | 1800 | 1806 | 1821 | 1831  | 1836  | 1841  | 1846  | 1851  |
| ---- | ---- | ---- | ---- | ----- | ----- | ----- | ----- | ----- |
| 803  | 820  | 846  | 782  | 1 255 | 1 350 | 1 232 | 1 349 | 1 333 |

| 1856  | 1861  | 1866  | 1872  | 1876 | 1881 | 1886 | 1891 | 1896 |
| ----- | ----- | ----- | ----- | ---- | ---- | ---- | ---- | ---- |
| 1 217 | 1 272 | 1 145 | 1 012 | 914  | 812  | 832  | 844  | 842  |

| 1901 | 1906 | 1911 | 1921 | 1926 | 1931 | 1936 | 1946 | 1954 |
| ---- | ---- | ---- | ---- | ---- | ---- | ---- | ---- | ---- |
| 806  | 793  | 738  | 707  | 655  | 642  | 694  | 726  | 703  |

| 1962 | 1968 | 1975 | 1982 | 1990 | 1999 | 2004 | 2006 | 2009 |
| ---- | ---- | ---- | ---- | ---- | ---- | ---- | ---- | ---- |
| 685  | 651  | 638  | 736  | 678  | 641  | 611  | 623  | 634  |

| 2014 | 2019 | 2022 | - | - | - | - | - | - |
| ---- | ---- | ---- | - | - | - | - | - | - |
| 626  | 653  | 661  | - | - | - | - | - | - |

## Culture locale et patrimoine

### Lieux et monuments
- L'église Saint-Pierre-Saint-Paul.
- L'église Saint-Pierre [actuel lieu d'exposition] (Crosville).
- Le manoir de la Motte appelé aussi le manoir des Guerrots - 1630
- La croix de cimetière de Vittefleur.

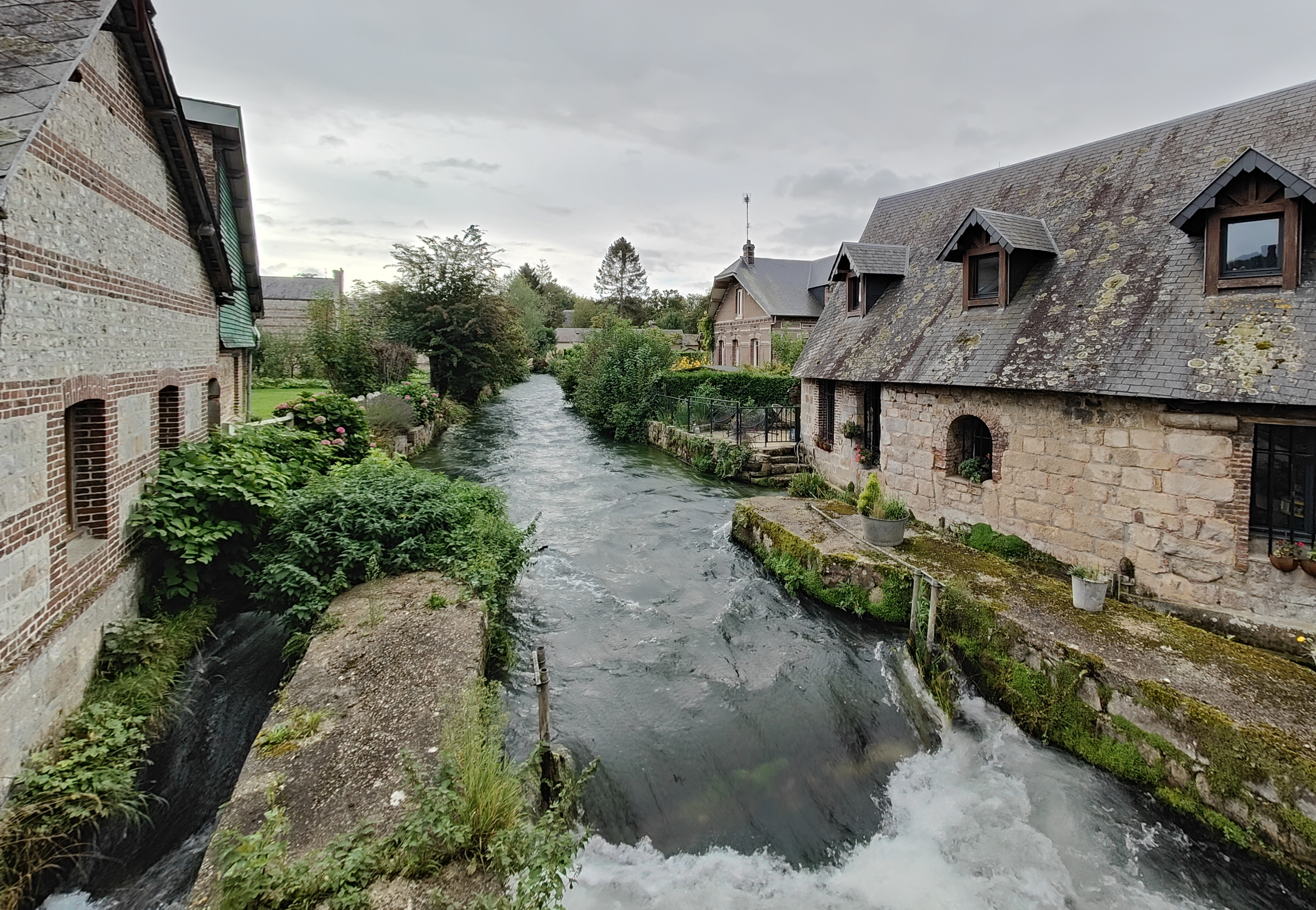
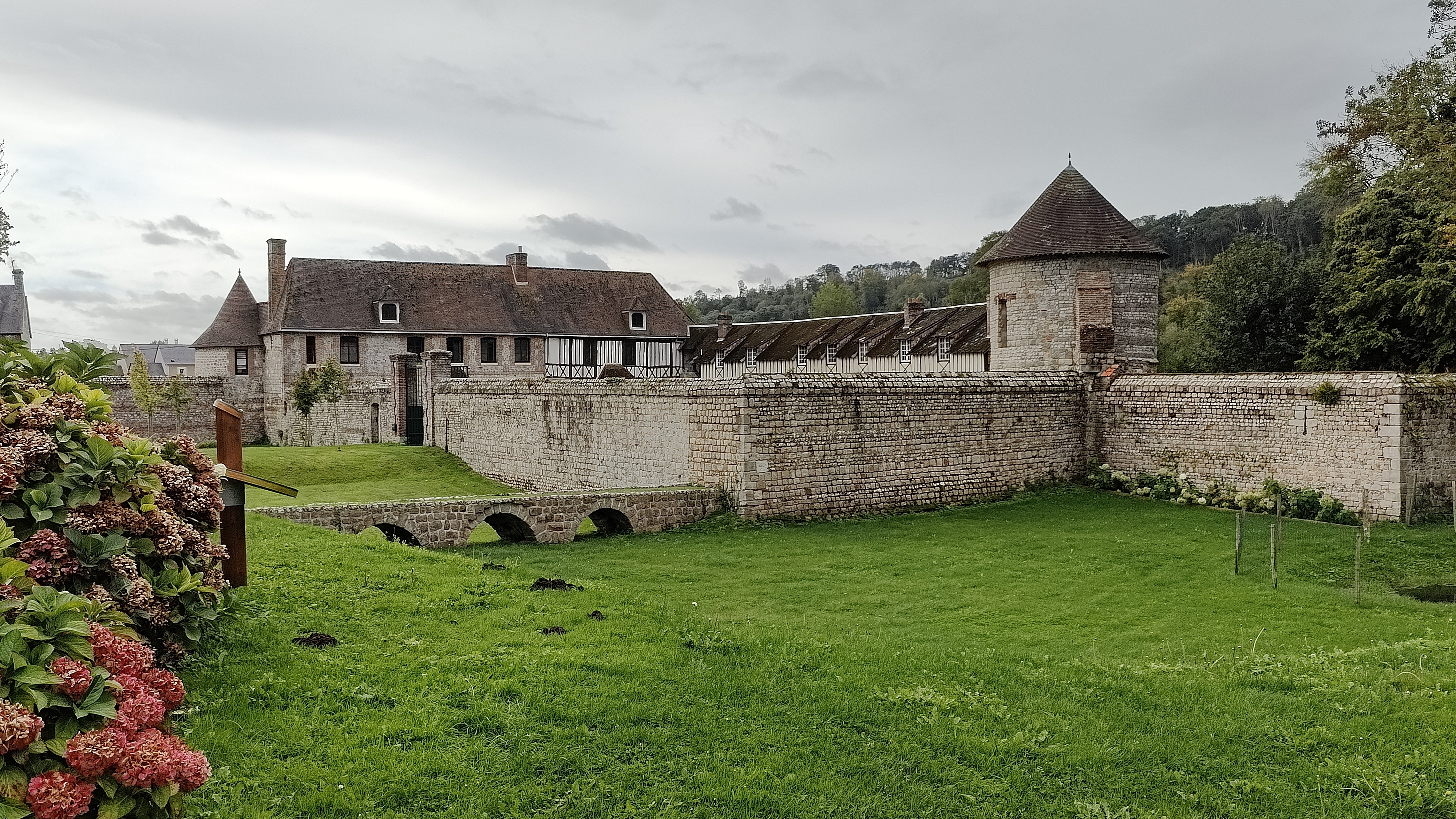
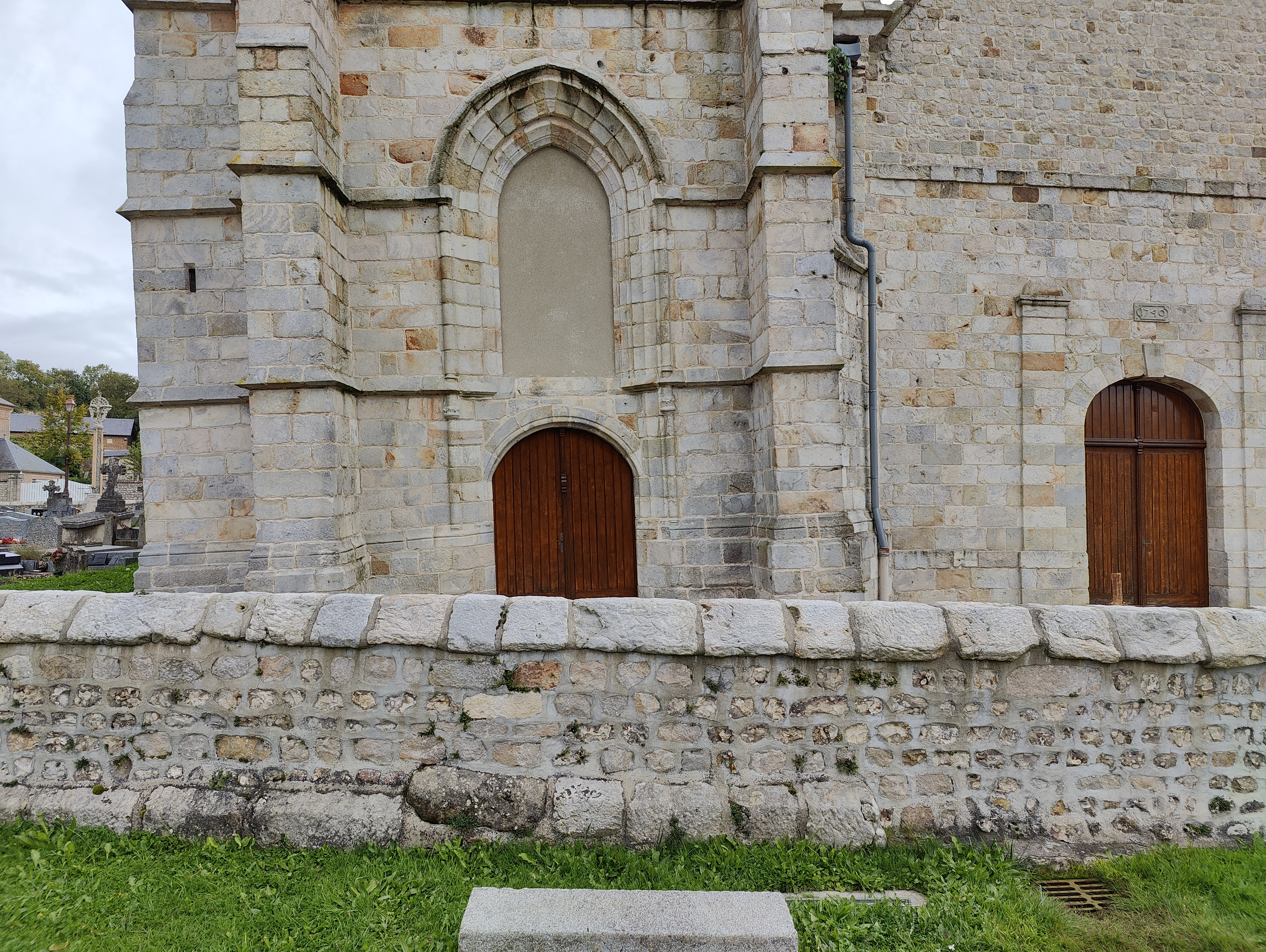
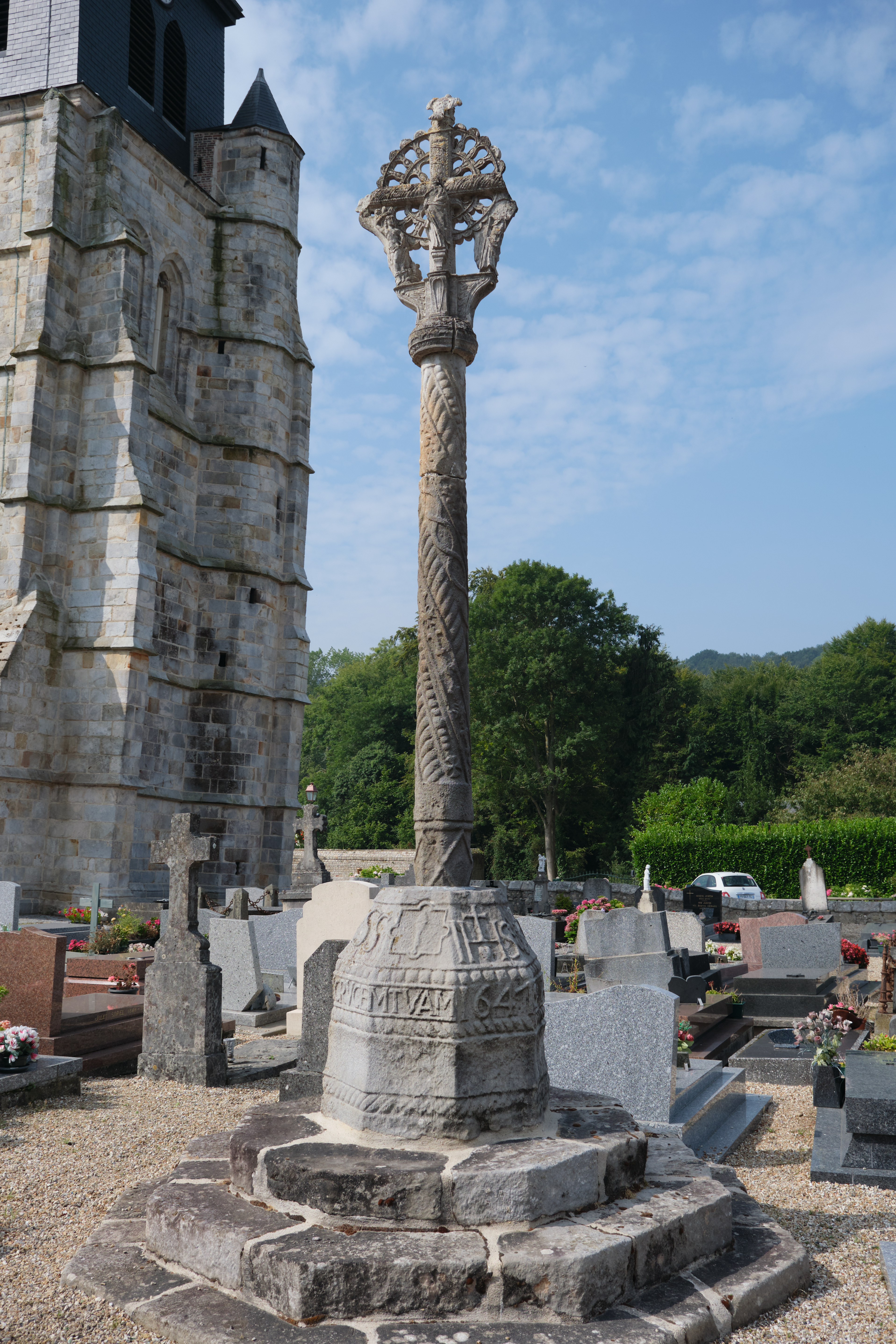

### Personnalités liées à la commune
Thomas Gayet, auteur, scénariste et personnalité d’internet parisienne.

## Pour approfondir